# Nuova Compagnia di Canto Popolare (album 1973)
Nuova Compagnia di Canto Popolare è il terzo album del gruppo musicale italiano Nuova Compagnia di Canto Popolare, pubblicato nel 1973 dalla EMI Italiana, registrato durante un concerto al teatro Belli di Roma.

## Tracce
Lato A
1. Introduzione – 5:38
2. Jesce sole – 3:38
3. Madonna de la grazia – 5:33
4. Sia maledetta l'acqua – 3:25
5. Li 'ffigliole – 2:43
6. Vurria addaventare – 3:38
7. Cicerenella – 4:40

Lato B
1. Si li ffemmene – 4:08
2. Vintitrè li fronne – 4:41
3. Vulumbrella – 3:48
4. Serenata di Pulcinella – 3:58
5. Tammurriata – 3:04